# استیو تیمونس
استیو دنیس تیمونس (به انگلیسی: Steve Dennis Timmons) (متولد ۲۹ نوامبر ۱۹۵۸ در نیوپورت بیچ، کالیفرنیا, آمریکا) بازیکن سابق تیم ملی والیبال آمریکا است.

## حرفه‌ای

### تیم ملی
استیو در سه المپیک متوالی سال‌های ۱۹۸۴، ۱۹۸۸ و ۱۹۹۲ عضو تیم ملی آمریکا بود و مدال طلا المپیک ۸۴، ۸۸ و مدال برنز المپیک ۹۲ را به دست آورد. استیو در قهرمانی جهان ۱۹۸۶ پاریس نیز با ایالات متحده به قهرمانی و مدال طلا دست یافت. تیمونس در المپیک ۱۹۸۴ از ارکان‌های قهرمانی آمریکا بود و در نهایت به عنوان باارزش‌ترین بازیکن المپیک ۱۹۸۴ انتخاب شد.